# Marco Borsato

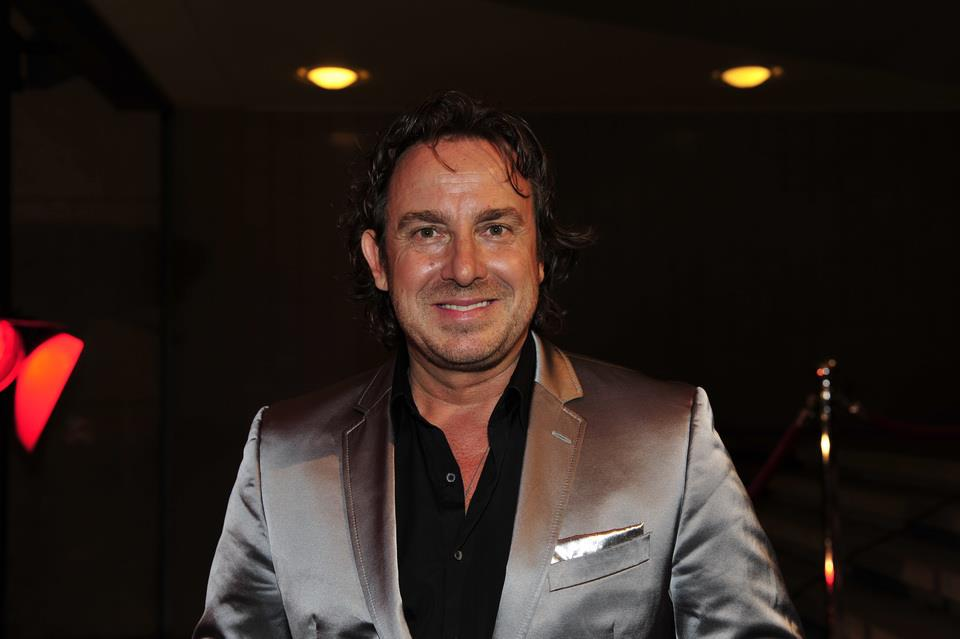
Borsato in 2011

Marco Roberto Borsato (Alkmaar, 21 december 1966) is een Nederlandse zanger. Hij zong aanvankelijk in het Italiaans, maar brak in Nederland en Vlaanderen door toen hij in 1994 overschakelde naar het Nederlands.

## Levensloop
Borsato werd geboren in Alkmaar als zoon van de Italiaan Roberto Borsato en de Nederlandse Mary de Graaf. Zijn ouders hadden elkaar leren kennen in Nederland, toen zijn vader als pianist door Europa reisde. Na de scheiding van zijn ouders verhuisde zijn vader terug naar Italië. Doordat Borsato lange vakanties bij zijn vader in Italië doorbracht, leerde hij vloeiend Italiaans. Borsato heeft nog een broer en een jongere zus.

### Carrière

#### Soundmixshow
Borsato was aanvankelijk opgeleid tot kok en werkte als zodanig in restaurants, tot hij in Nederland landelijke bekendheid verwierf met zijn deelname aan de Soundmixshow. Op 7 april 1990 vertolkte hij het nummer "At this moment" van Billy Vera en wist daarmee de finale van de Nederlandse versie van de Soundmixshow te winnen. Hierna tekende hij een contract bij platenmaatschappij Polydor. Van 1990 tot 1992 bracht Borsato drie Italiaanstalige albums uit, getiteld Emozioni, Sento en Giorno per giorno. Op de single "Emozioni" na, dat op nummer 4 van zowel de Top 40 als de Nationale Hitparade terechtkwam, behaalde hij hiermee weinig succes.

#### Doorbraak
Omdat Borsato in 1993 in de vergetelheid dreigde te raken, besloot hij op aandringen van zijn platenmaatschappij over te stappen op Nederlandstalige muziek. Hij liet oorspronkelijk Italiaanse liedjes in het Nederlands vertalen of er werd een nieuwe tekst bij geschreven. In 1994 beleefde hij vervolgens zijn grote doorbraak. Zijn eerste Nederlandstalige single "Dromen zijn bedrog" (een cover van "Storie di tutti i giorni" van Riccardo Fogli) belandde op de eerste plaats in de Nederlandse Top 40 en zou daar uiteindelijk twaalf weken blijven staan. In de Mega Top 50 stond de single zelfs dertien weken op de eerste plaats. Hij kwam hiermee in het Guinness Book of Records. Enkele maanden later stond ook het nummer "Waarom nou jij" (een cover van "Quando finisce un amore" van Riccardo Cocciante) op de eerste plaats. Zijn eerste Nederlandstalige album, Marco, was eveneens een succes en bereikte twee keer platina.

#### Verdere successen
In 1995 kwam het tweede album van Borsato, Als geen ander (vier keer platina), uit. Op dit album werd de succesformule van Italiaanse liedjes met een Nederlandstalige tekst, doorgezet. De nummers "Je hoeft niet naar huis vannacht" (een cover van "You don't have to go home tonight" van The Triplets), "Kom maar bij mij" (een cover van "Come Saprei" van Giorgia), "Ik leef niet meer voor jou" (een cover van "Cervo a primavera" van Riccardo Cocciante), "Vrij zijn" (een cover van "Sempre" van Paolo Vallesi) en "Margherita" (een cover van Riccardo Cocciante) werden als singles uitgebracht. Alleen "Kom maar bij mij" wist de top 10 van beide hitlijsten niet te halen.
Eind 1996 kwam Borsato's derde album, De waarheid (zes keer platina), uit. De bijbehorende singles "De waarheid" en "Wereld zonder jou", een duet met Trijntje Oosterhuis, werden beide grote hits. In hetzelfde jaar speelde hij op Parkpop in Den Haag.
In 1998 won Borsato de Popprijs en kwam zijn vierde album, De bestemming (vijf keer platina), uit. Hiervan bereikte de single "De bestemming" (een cover van "The Destiny" van Celtic Spirit) de nummer 1-positie in de Top 40 en de Mega Top 100. De tweede single van het album werd "Het water", dat samen met de B-kant "Speeltuin" op nummer 10 in de Top 40 terechtkwam.
In 2000 kwam zijn vijfde album, Luid en duidelijk (vijf keer platina), uit. De eerste single "Binnen" stond op nummer 1 in beide Nederlandse hitlijsten. De tweede single "Wat is mijn hart" deed het een stuk minder en kwam niet hoger dan nummer 16.

#### Onderweg
Na een periode van relatieve afwezigheid stond Borsato begin 2002 weer in de schijnwerpers.
Ter gelegenheid van het huwelijk van de Nederlandse kroonprins Willem-Alexander en Máxima Zorreguieta bracht Borsato samen met Sita de single "Lopen op het water" (een cover van "This mystery" van Troy Verges & Hillary Lindsey) uit. Op 1 februari 2002 brachten Borsato en Sita het nummer live ten gehore in de Amsterdam ArenA. De single stond vier weken op de eerste plaats.
In maart 2002 bracht Borsato het album Onderweg uit. Later dat jaar volgde de single "Zij", het nummer bleef steken op nummer 11. In de Mega Top 100 kwam het op de achtste plaats. In datzelfde jaar gaf Borsato voor het eerst drie uitverkochte concerten in De Kuip in Rotterdam.

#### Zien
Op 24 januari 2004 belandde zijn nummer "Afscheid nemen bestaat niet" op nummer 1 in de Single Top 100. Een paar weken later steeg het nummer "Voorbij", een duet met zangeres Do, naar de eerste plaats. Op 18 maart 2004 kwam zijn zesde album, Zien (4x platina) uit, hoewel alleen in dvd-formaat. Borsato stond met de concertreeks 'Zien' zes keer in een uitverkochte Kuip.

#### Diverse duetten
In juni 2004 gaf Borsato zes uitverkochte concerten in De Kuip. Met rapper Ali B, een van de gastartiesten, zong Borsato een bewerkte versie van het lied "Nooit meer een morgen". Op 25 september 2004 kwam deze live-versie, getiteld "Wat zou je doen", binnen op nummer 1. De opbrengsten van de single gingen naar War Child. Eind 2004 eindigde hij op nr. 38 in de verkiezing van De grootste Nederlander.
Op 19 maart 2006 ontving Borsato de Radio 2-zendtijdprijs. Diverse artiesten waren aanwezig en zongen een nummer van Borsato en een van zichzelf. Deze show was live te horen op Radio 2 en een week later te zien op tv.
In mei 2006 begon Borsato met de kaartverkoop van zijn concertreeks Symphonica in Rosso, dat datzelfde jaar tussen 20 oktober en 4 november plaatsvond in het GelreDome in Arnhem. De eerste vier concerten waren al snel uitverkocht. Uiteindelijk werden er tien uitverkochte concerten gegeven. Van deze concertreeks werd een registratie op cd/dvd uitgebracht, onder de naam Symphonica in Rosso.
Met "Rood" behaalde Borsato in 2006 zijn tiende nummer 1-hit in de Nederlandse hitlijsten. In de Single Top 100 was "Rood" zijn eerste hit die nieuw binnenkwam op de eerste plaats. Het werd in Nederland de bestverkochte single van 2006. Ook in Vlaanderen had deze single van Borsato veel succes, daar stond het nummer een recordtijd van 46 weken in de hitlijsten.
Later in 2006 nam Borsato een duet op met de Britse zangeres Lucie Silvas, genaamd "Everytime I think of you" (oorspronkelijk van The Babys). Het betekende zijn elfde nummer 1-hit, zonder de nummer 1-hit met Artiesten voor Azië. Van 1994 tot 2006 heeft Borsato opgeteld meer dan een heel jaar (58 weken) op nummer één gestaan in de Top 40, eveneens zonder Artiesten voor Azië.
Borsato heeft van 1996 tot en met 2006 alle versies van de TMF-awards gewonnen als Beste Zanger Nationaal, waarna de prijs hernoemd werd tot Borsato Award. Ook won hij in 2004 en 2005 de Vlaamse TMF-award voor Beste Zanger Internationaal.
In 2007 bracht Borsato wederom een verzamelalbum uit, Borsato Box. Het bereikte de nummer 7-positie in de Album Top 100.

#### Wit Licht

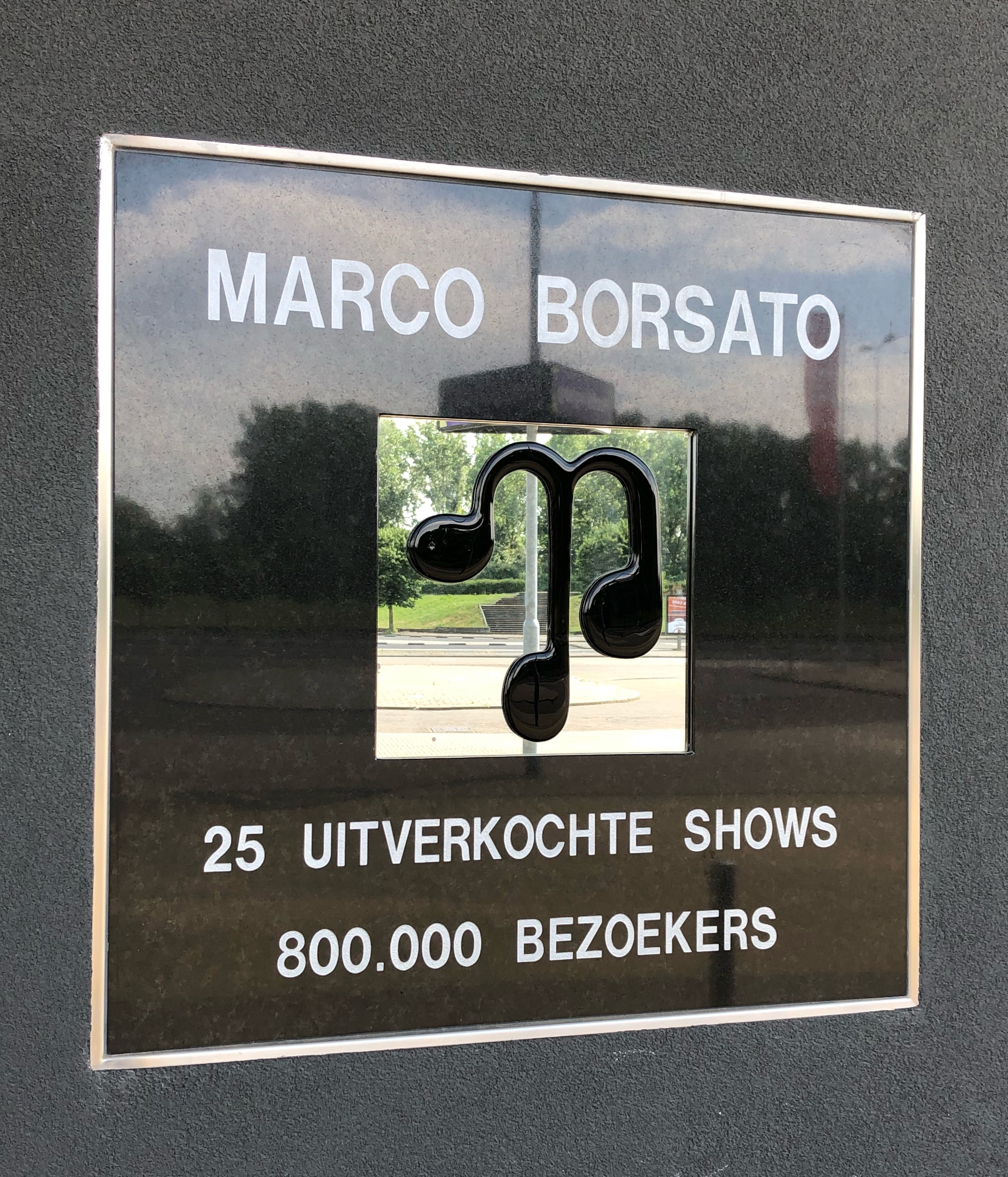
Borsato gaf in totaal 25 uitverkochte concerten in stadion GelreDome.

Borsato maakte zijn debuut als acteur in de film Wit Licht, die in december 2008 uitkwam. Wit Licht is tevens de naam van een single die op 21 april 2008 verscheen en drie weken op nummer 1 stond, zijn album, dat op 19 september 2008 verscheen, en zijn reeks concerten in GelreDome in oktober 2008 en ook nog vele malen in het sportpaleis in Antwerpen.
In september 2008 stond de single "Stop de tijd" op de eerste plaats. Het nummer verdween net als zijn voorganger "Wit licht" na negen weken uit de Top 40. De derde single van het album, "Dochters", steeg in november 2008 naar nummer 1 in de Top 40 en de Single Top 100 en betekende zijn veertiende nummer 1-hit in beide hitlijsten. In mei 2009 werd bekend dat de film Wit Licht uitgezonden werd naar het filmfestival van Cannes, waar de film genomineerd was.

#### Faillissement The Entertainment Group
Op 23 september 2009 ging het bedrijf waar Borsato mede-eigenaar van was, The Entertainment Group, failliet. Hierdoor verloor Borsato een groot deel van de miljoenen die hij in voorgaande jaren met zijn liveshows had verdiend. Enkele maanden later ging hij aan de slag met een nieuw eigen bedrijf genaamd Musica è Bookings BV, dat gevestigd is in Abcoude.

#### Dromen. Durven. Delen
In mei 2010 stond "Schouder aan schouder" drie weken op de eerste plaats van de Single Top 100 en is daarmee de 15e nummer één-hit voor Borsato in deze hitlijst. In de Top 40 bleef het steken op de tweede plaats. Het nummer is een duet met Guus Meeuwis en heeft een dubbele lading: het is opgenomen voor het WK 2010, maar gaat eigenlijk over de steun die beide heren aan elkaar hebben sinds The Entertainment Group failliet is gegaan. Voor 2010 werd er aan een nieuw album gewerkt dat volgens Borsato mogelijk "niet zo groot" zou worden en "misschien wel iets kleins". Zijn nieuwe album heette Dromen durven delen en kwam uit op 19 november 2010. Dit album werd voorafgegaan door de single "Waterkant", die 22 oktober uitkwam en op 29 oktober op 1 binnenkwam in de Single Top 100. Het album kreeg drievoudig platina.

#### Concerten en The voice of Holland
In mei 2011 gaf Borsato zijn concertreeks 3Dimensies. Hij deed dat opnieuw in het GelreDome in Nederland en in het Sportpaleis Antwerpen in België. Hij gaf in totaal negen concerten: vier in Arnhem en vijf in Antwerpen. De artiesten die met hem als gast optraden waren Lange Frans, Ben Saunders en Krystl. Vanaf seizoen 2011/2012 tot en met 2015/2016 was Borsato jurylid van The voice of Holland. Zijn werkzaamheden voor The Voice Kids bleef hij voortzetten. Alleen de finale van seizoen 9 (2020) jureerde hij niet.

#### Duizend spiegels
Na een lange periode van afwezigheid werd er op 14 oktober 2013 een nieuwe single uitgebracht. Dit lied, genaamd "Muziek", is een samenwerking met de Bosnische dj Baggi Begovic, op de albumhoes aangeduid als Bag2Bank vanwege de samenwerking met componist John Ewbank, en rapper Ali B. "Muziek" was voor het eerst op de Nederlandse radio te horen op de zender Radio 538 in het ochtendprogramma Evers staat op. De reacties waren gemengd, maar het lied kwam wel op nummer 1 in de iTunes charts. Een week later behaalde hij ook de eerste plek in de Single Top 100, zijn zeventiende nummer één-hit. Ook "Ik zou het zo weer overdoen" met Trijntje Oosterhuis kwam op 1 te staan in de iTunes charts en later ook in de Single Top 100, de achttiende nummer 1-hit was daarmee een feit. Duizend spiegels werd in Nederland het best verkochte album van 2013.

#### Duizend spiegels tour en TIA
In januari 2014, vlak voor een concert van de Vrienden van Amstel Live, kreeg Borsato een TIA waardoor hij de rest van de concertreeks niet af kon maken. De Duizend spiegels tour ging echter gewoon door met concerten in Nederland en op Curaçao. Bij The voice of Holland won in december 2014 de meidengroep O'G3NE, die door Borsato werd gecoacht.

#### MusicalSKY
In juni 2016 ging de musical SKY in première in Theater Amsterdam. De musical was een samenwerking tussen theaterproducent Imagine Nation, John Ewbank en Marco Borsato. De musical bevatte naast nieuwe muziek veel eerdere nummers van Borsato, zoals "Mooi", "Afscheid nemen bestaat niet", "Vlinder", "Was mij" en "Ik kan het niet alleen". In verband met tegenvallende bezoekersaantallen werd de musical na drie maanden beëindigd.

#### The Voice Senioren De Kuip
In 2018 en 2019 was Borsato als coach te zien in het programma The Voice Senior. Op 29 en 30 mei, 1, 2 en 5 juni 2019 stond Borsato opnieuw in De Kuip. Dit werd het tiende, elfde, twaalfde, dertiende en veertiende Kuip-concert van de zanger, na drie shows in 2002 en nog eens zes concerten in 2004. De show van 30 mei werd uitgekocht voor de leden van de Nationale Postcode Loterij. Zijn gastartiesten voor deze vier avonden waren André Hazes jr., Lil' Kleine, DI-RECT, Maan de Steenwinkel, Davina Michelle, Armin van Buuren en Diggy Dex.

#### Een moment
Na ruim een jaar mediastilte trad Borsato in maart 2021 opnieuw in de schijnwerpers, met een nieuw nummer over het turbulente jaar waarin de relatie met zijn echtgenote Leontine Borsato eindigde. In het nieuwe nummer "Een moment" blikt hij terug op een naar eigen zeggen "roerig jaar".

#### War Child

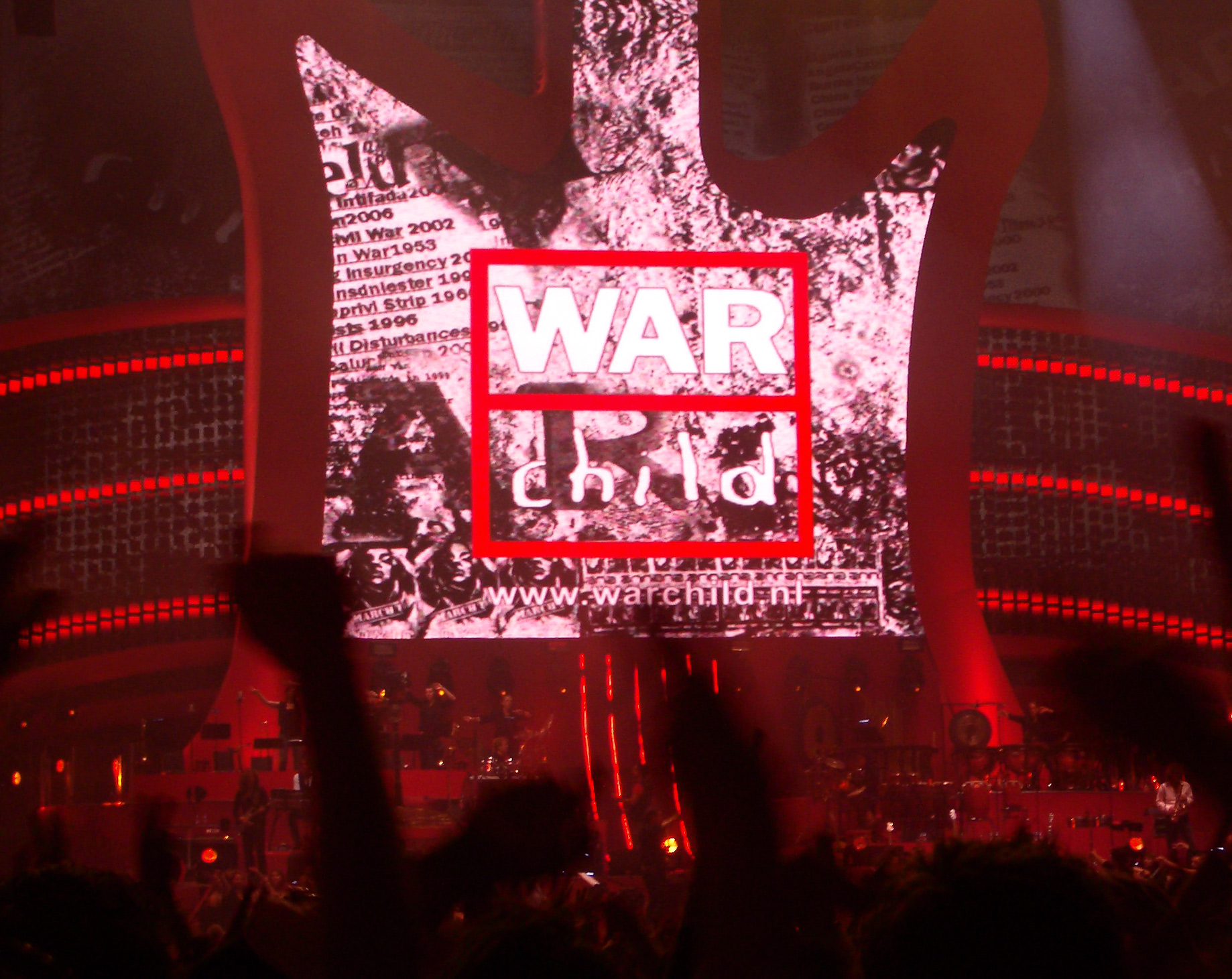
Het Warchild logo tijdens een concert van Borsato

Van 1998 tot december 2021 vervulde Borsato de rol van ambassadeur van de stichting War Child, een organisatie die zich inzet om kinderen te helpen traumatische oorlogservaringen te verwerken. Hij steunde War Child met fondsenwervende en promotionele activiteiten en bezocht projecten. Hij schreef reisverslagen over zijn bezoeken aan onder andere Ingoesjetië, Kosovo, Sierra Leone en Afghanistan.
Voor War Child werd het nummer Speeltuin geschreven; inmiddels een ode aan de vrede voor kinderen.
Borsato heeft zich op vele manieren ingezet om de situatie van oorlogskinderen en het werk van War Child onder de aandacht te brengen. Zo reisde hij in februari 2004 naar Afghanistan voor opnames van een documentaire. In juni 2004 legde hij tijdens zijn 16 optredens in De Kuip en in het Sportpaleis in Antwerpen de show stil om aandacht te vragen voor War Child. Daarnaast is hij ook een belangrijke kracht geweest achter de organisatie van het Friends for War Child concerten in Ahoy. Samen met Ali B is hij verantwoordelijk voor de hitsingle Wat zou je doen, waarvan de opbrengsten ten goede zijn gekomen aan War Child. Ook met de film Wit Licht besteedt Borsato aandacht aan dit onderwerp.
Op 25 maart 2011 verruilde Borsato voor een dag van baan met weervrouw Helga van Leur als inzamelingsactie voor War Child. Van Leur zong een lied van Borsato op 538 en Borsato op zijn beurt presenteerde het weerbericht na het RTL Nieuws om 19.55 uur.

### Privéleven
In 1998 trouwde Borsato met Leontine Ruiters. Samen kregen ze drie kinderen. Hun zoon Senna werd acteur en hun dochter Jada werd zangeres. In 2020 scheidden ze.
Het vermogen van Borsato werd in 2006 door de Quote 500 geschat op 27 miljoen euro. Hij zou daarmee de rijkste zanger van Nederland zijn. In januari 2010 kwamen signalen naar buiten dat Borsato eind jaren 90 inkomsten die hij op Curaçao liet binnenkomen verzwegen had voor de Nederlandse fiscus. Borsato schikte deze zaak voor twee miljoen euro in 2007.
Half augustus 2011 ging Borsato onder het mes wegens een stembandpoliep. De operatie slaagde.
In december 2021 verzocht Borsato via Knoops' advocaten het Openbaar Ministerie een onderzoek in te stellen naar de bron van sinds 2020 op internet aanhoudende insinuaties aan zijn adres over grensoverschrijdend seksueel gedrag met minderjarige meisjes. De aantijgingen werden door hem ontkend. Enkele dagen later deed een 22-jarige vrouw aangifte tegen Borsato. Volgens de aanklacht zou hij haar tussen 2014 en 2019 onzedelijk hebben betast. Borsato ontkende opnieuw en deed op zijn beurt aangifte tegen haar voor het doen van een valse aangifte en het indienen van een lasterlijke aanklacht. Tegelijkertijd deed hij aangifte tegen de moeder van de vrouw wegens medeplichtigheid aan en uitlokking van dat wat hij haar dochter verwijt. Vlak na de aangifte trok hij zich terug als ambassadeur van War Child, naar eigen zeggen om zich op zijn verdediging te richten en War Child niet met deze kwestie te belasten. In september 2023 dagvaardde het Openbaar Ministerie Borsato wegens ontucht met een minderjarige.
In de uitzending BOOS: This is The Voice van de YouTube-serie BOOS kwam ander vermeend seksueel grensoverschrijdend gedrag van Borsato aan bod. Naar aanleiding van deze uitzending verwijderde de attractie Madame Tussauds Amsterdam op 21 januari 2022 het wassen beeld van Borsato, vooralsnog tijdelijk tot in elk geval duidelijk is hoe deze affaire afloopt. De radiozenders NPO Radio 1, NPO Radio 2, NPO 3FM, Qmusic, 100% NL en die van Talpa besloten kort na de uitzending voorlopig geen muziek meer te draaien van Borsato. Ook deze zenders besloten de uitkomst van nader onderzoek af te wachten. In maart 2023 werd bekend dat Borsato niet wordt vervolgd inzake The voice of Holland vanwege gebrek aan bewijs.

## Televisie
- The voice of Holland (2011-2016, coach), (2020, gastcoach)
- RTL Weer (2011, eenmalig)
- The Voice Kids (2012-2020, coach)
- Waar is De Mol?[25] (2012, één aflevering)
- De TV Kantine (2014, gastrol)
- Marco Borsato 25 jaar: is meer dan ik alleen (2016, documentaire)
- Het perfecte plaatje (2016, deelnemer)
- Jij & Ik voor War Child (2016-2020, presentatie met Tooske Ragas)
- The Voice Senior (2018-2020, coach)
- Saved by the Bell (2019, gast)
- Het Mooiste Liedje (2019, deelnemer)
- Het Jachtseizoen (2019, deelnemer)[26]
- Marco Borsato: De weg naar de Kuip (2019, documentaire)

## Prijzen
- 1990: Winnaar Soundmixshow

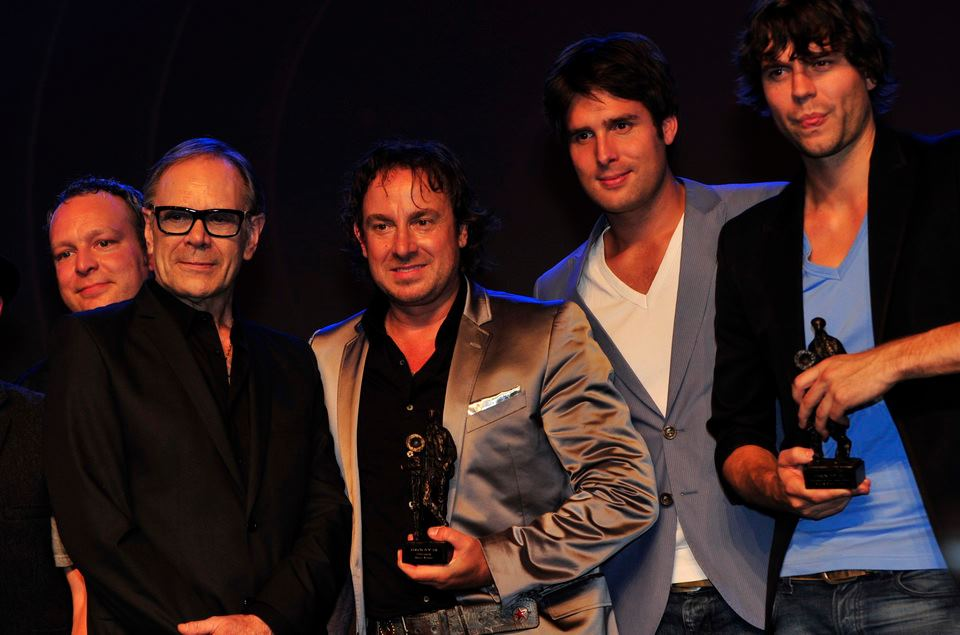
Uitreiking van de Edison Pop Oeuvreprijs (2011)

- 1995 t/m 2009: Twaalf Edisons, waaronder vijf keer beste zanger
- 1996 t/m 2006: Twintig TMF Awards, waaronder vijftien keer de TMF Award voor beste Nederlandse zanger
- 1997 t/m 2000: Vijf Hitkrant Awards, waaronder twee keer beste zanger
- 1997: Popprijs
- 1999: Gouden Harp (met John Ewbank)
- 2002: Rembrandt Award voor beste zanger
- 2002: Exportprijs
- 2004: Officier in de Orde van Oranje Nassau (vanwege muzikale bijdrage aan de Nederlandse muziekindustrie en inzet voor War Child Nederland)
- 2004 en 2005: Twee Belgische TMF Awards voor beste zanger internationaal
- 2006: Radio 2 Zendtijdprijs
- 2006 en 2007: Drie 3FM Awards, waaronder beste zanger
- 2010: Twitteraar van het Jaar[27]
- 2010: Lifetime Achievement Award
- 2011: 100% NL Award in de categorie 'Artiest van het jaar'
- 2011: Majoor Bosshardt Prijs
- 2011: Edison Pop Oeuvreprijs
- 2012: 100% NL Award in de categorie 'Hit van het jaar', samen met Angela Groothuizen, Nick & Simon en VanVelzen als The voice of Holland
- 2012: Martin Luther King/Hi5 Award[28]
- 2014: 100% NL Award in de categorie 'Album van het jaar' voor het album Duizend spiegels, de prijs is namens hem in ontvangst genomen door John Ewbank, 5 februari 2014
- 2015: 100% NL Award in de categorie 'Zanger van het Jaar' en 'Album van het Jaar' met Duizend spiegels.
- 2016: Ticketmaster Award voor de meest verkochte tickets van 2015/2016
- 2016: 100% NL Award in de categorieën 'Zanger van het Jaar' en 'Album van het Jaar' met Evenwicht.
- 2017: Buma NL Award voor meest succesvolle single (voor "Breng me naar het water" samen met Matt Simons)
- 2018: 100% NL Award in de categorie 'Album van het Jaar' met het album Thuis
- 2018: Buma NL Award voor meest succesvolle album – populair door zijn album Thuis.[29]
- 2019: 100% NL Award in de categorie 'Meest gedraaide artiest'.
- 2019: Ticket of the Year Award publieksprijs Ticketmaster
- 2020: 100% NL Award in de categorieën 'Zanger van het Jaar' en 'Hit van het Jaar' met het nummer "Hoe het danst".[30]

## Records in de Nederlandse hitlijsten

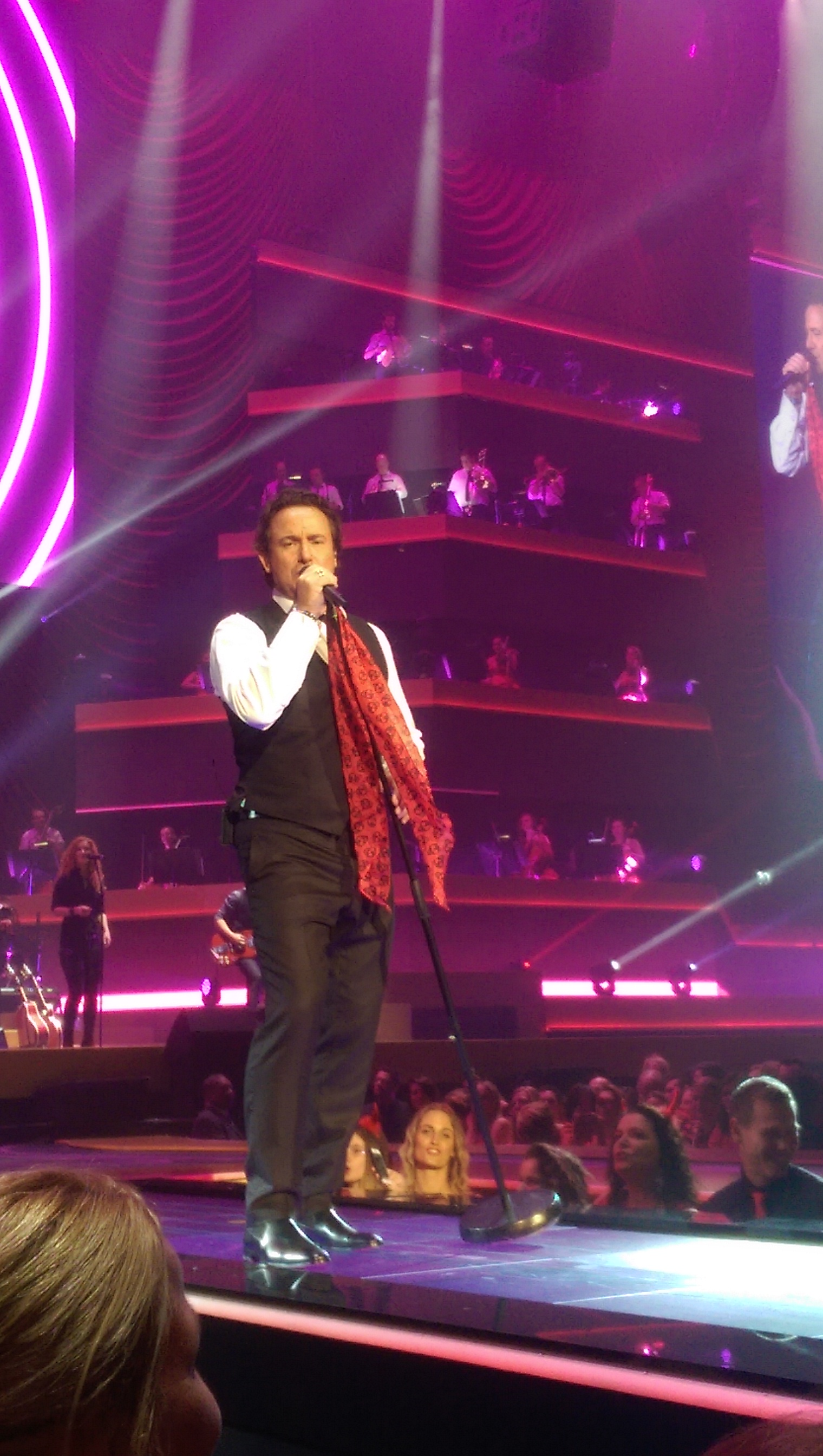
Symphonica in Rosso-concert in 2015

- Oude records: meeste weken op nummer 1 met één single: "Dromen zijn bedrog", 12 weken in de Top 40. Dit record hield 18 jaar stand en werd begin augustus 2012 ingehaald door Gusttavo Lima, die met Balada 13 weken op nummer 1 in de Top 40 stond.[31][32] In de Mega Top 50 en voorgangers heeft Borsato met 13 weken het record 6 jaar behouden totdat "Que si que no" van Jody Bernal in 2000 15 weken op de eerste plaats heeft vertoefd. Balada van Gustavo Lima heeft in deze hitlijst 14 weken op #1 gestaan, Shape of You van Ed Sheeran en Despacito van Luis Fonsi voerden ieder in 2018 de Mega Top 50 16 weken lang aan.
- Meeste nummer 1-hits in de publieke hitparade, categorie Nationaal (periode 1963 tot heden[33][34]): 15, die in totaal 61 weken op nummer 1 stonden.
- Meeste singles op rij op nummer 1: 12 in de Single Top 100, 14 in de Top 40 en 10 in de Mega Top 50
- Meeste nummer 1-hits in de categorie Nationaal in de Single Top 100 en voorgangers: 19. In de categorie Nationaal en Internationaal in dezelfde hitlijst na The Beatles (met 22 nr. 1-hits) de tweede plaats.[35]

### Concertenreeks
| Datum | Productie           | Locatie                    | Aantal concerten |
| ----- | ------------------- | -------------------------- | ---------------- |
| 2002  | Live in de Kuip     | De Kuip, Rotterdam         | 3×               |
| 2004  | Zien                | De Kuip, Rotterdam         | 6×               |
| 2006  | Symphonica in Rosso | GelreDome, Arnhem          | 10×              |
| 2008  | Wit Licht           | GelreDome, Arnhem          | 9×               |
| 2008  | Wit Licht           | Het Sportpaleis, Antwerpen | 8×               |
| 2009  | Borsato & Friends   | GelreDome, Arnhem          | 2×               |
| 2011  | 3Dimensies          | GelreDome, Arnhem          | 4×               |
| 2011  | 3Dimensies          | Het Sportpaleis, Antwerpen | 5×               |
| 2014  | Duizend spiegels    | Ziggo Dome, Amsterdam      | 4×               |
| 2014  | Duizend spiegels    | De Kleine Werf, Curaçao    | 1×               |
| 2016  | Symphonica in Rosso | Ziggo Dome, Amsterdam      | 12×              |
| 2019  | Borsato de Kuip     | De Kuip, Rotterdam         | 5×               |